# Velarifictorus lesnei
Velarifictorus lesnei är en insektsart som först beskrevs av Lucien Chopard 1936.  Velarifictorus lesnei ingår i släktet Velarifictorus och familjen syrsor. Inga underarter finns listade i Catalogue of Life.